# Азільяно-Верчеллезе
Азільяно-Верчеллезе (італ. Asigliano Vercellese, п'єм. Asian) — муніципалітет в Італії, у регіоні П'ємонт, провінція Верчеллі.
Азільяно-Верчеллезе розташоване на відстані близько 500 км на північний захід від Рима, 65 км на схід від Турина, 6 км на південь від Верчеллі.
Населення — 1433 особи (2014).
Покровитель — святий Віктор.

## Демографія
Населення за роками:

Станом на 1 січня 2023 року в муніципалітеті офіційно проживало 70 іноземців з 19 країн, серед них 33 громадяни країн Євросоюзу та 8 громадян України.

## Уродженці
- Джованні Інноченті (*1888 — †1975) — італійський футболіст, воротар.

## Сусідні муніципалітети
- Костанцана
- Дезана
- Пертенго
- Пеццана
- Прароло
- Стропп'яна
- Верчеллі